# Lucius Salvius Iulianus
Pour les articles homonymes, voir Julien.
Lucius Octavius Cornelius Salvius Iulianus Aemilius (v. 110 - v. 170), généralement appelé Salvius Julianus, ou Julien le Juriste, ou simplement Julianus, était un juriste, un fonctionnaire et un homme politique connu et respecté qui a servi dans l'État impérial romain. D'origine nord-africaine, il a été actif pendant les règnes des empereurs Hadrien (règne 117-138), Antonin le Pieux (r. 138-161) et Marc Aurèle (règne 161-180), ainsi que pendant le règne plus court du premier coempereur de Marc Aurèle, Lucius Verus (r. 161-169).

## Biographie
Julien est né vers 110/115. On place souvent ses origines en Afrique du Nord (avec une naissance à Hadrumetum, l'actuelle Sousse en Tunisie) en suivant l'Histoire Auguste, cette origine n'est toutefois pas certaine et la famille semble aussi avoir eu des liens importants avec Brescia.
Il était un parent proche du futur empereur Didius Julianus. L'Histoire Auguste le présente comme proavus, « arrière-grand-père », par le côté maternel, tandis qu'Eutrope le qualifie de nepos, « neveu » ou « petit-fils ». Si cette parenté est avérée, Julien serait plutôt l'oncle de Didius Julianus selon l'historien Christian Settipani. Son fils homonyme fut consul ordinaire en 175, puis victime des purges de Commode.

### Carrière
Julien fut l'élève du jurisconsulte Lucius Iavolenus Priscus. D'après une inscription découverte en 1902 à Souk el-Abiod (antique Pupput), complétée d'une autre inscription de Thuburbo Majus, il occupe des magistratures importantes sous Hadrien, Antonin le Pieux et Marc Aurèle: questeur, préteur, consul en 148, légat d'Auguste propréteur de la Germanie inférieure à Cologne entre 150 et 161 et proconsul d'Afrique de 168 à 169.
Hadrien chargea Salvius Iulianus de codifier l'Édit perpétuel (Edictum perpetuum),. Le Chronicon de Jérôme de Stridon situe cet édit en l'année 131, ce qui est réfuté par les historiens qui remarquent l'absence de mention d'un senatus-consulte de mars 129. Étant observé que le Digeste cite un discours d'Hadrien prononcé à Rome, Paul Frédéric Girard propose comme date de rédaction entre 125 et 128, période de présence d'Hadrien à Rome. Une inscription trouvée près d'Hammamet indique que cet empereur doubla son traitement en raison de sa science remarquable (propter insignem doctrinam).
L'édit perpétuel recueille et codifie le droit prétorien constitué des anciens édits des préteurs précédents. Ce faisant, il supprime l'initiative des magistrats au profit de la législation impériale plus humaine et plus équitable. Son Digeste en 90 livres est caractérisé par un style simple, clair et élégant, où il résout d'anciennes controverses de manière convaincante et contribue à atténuer les oppositions entre les Sabiniens et les Proculiens. Sa méthode est essentiellement casuistique.
Son œuvre est peut-être « la plus classique » de toutes les œuvres classiques. Elle est en tout cas celle que les jurisconsultes ultérieurs ont le plus citée. De même le Digeste de Justinien en contient-il de nombreux extraits. Les cas rapportés par son élève Sextus Caecilius Africanus sont supposés avoir été tranchés par lui.